# ماريون مونتغمري (شاعر)
ماريون مونتغمري (بالإنجليزية: Marion Montgomery)‏ (16 أبريل 1925 - 22 نوفمبر 2011)؛ شاعر، صحفي، وروائي أمريكي.